# Кожанувка (гміна Россош)
Кожанувка (пол. Kożanówka) — село в Польщі, у гміні Россош Більського повіту Люблінського воєводства.
Населення — 317 осіб (2011).
У 1975-1998 роках село належало до Білопідляського воєводства.

## Демографія
Демографічна структура станом на 31 березня 2011 року:
|          | Загалом | Допрацездатний вік | Працездатний вік | Постпрацездатний вік |
| -------- | ------- | ------------------ | ---------------- | -------------------- |
| Чоловіки | 162     | 42                 | 100              | 20                   |
| Жінки    | 155     | 36                 | 81               | 38                   |
| Разом    | 317     | 78                 | 181              | 58                   |